# Antoni Gómez i Cros

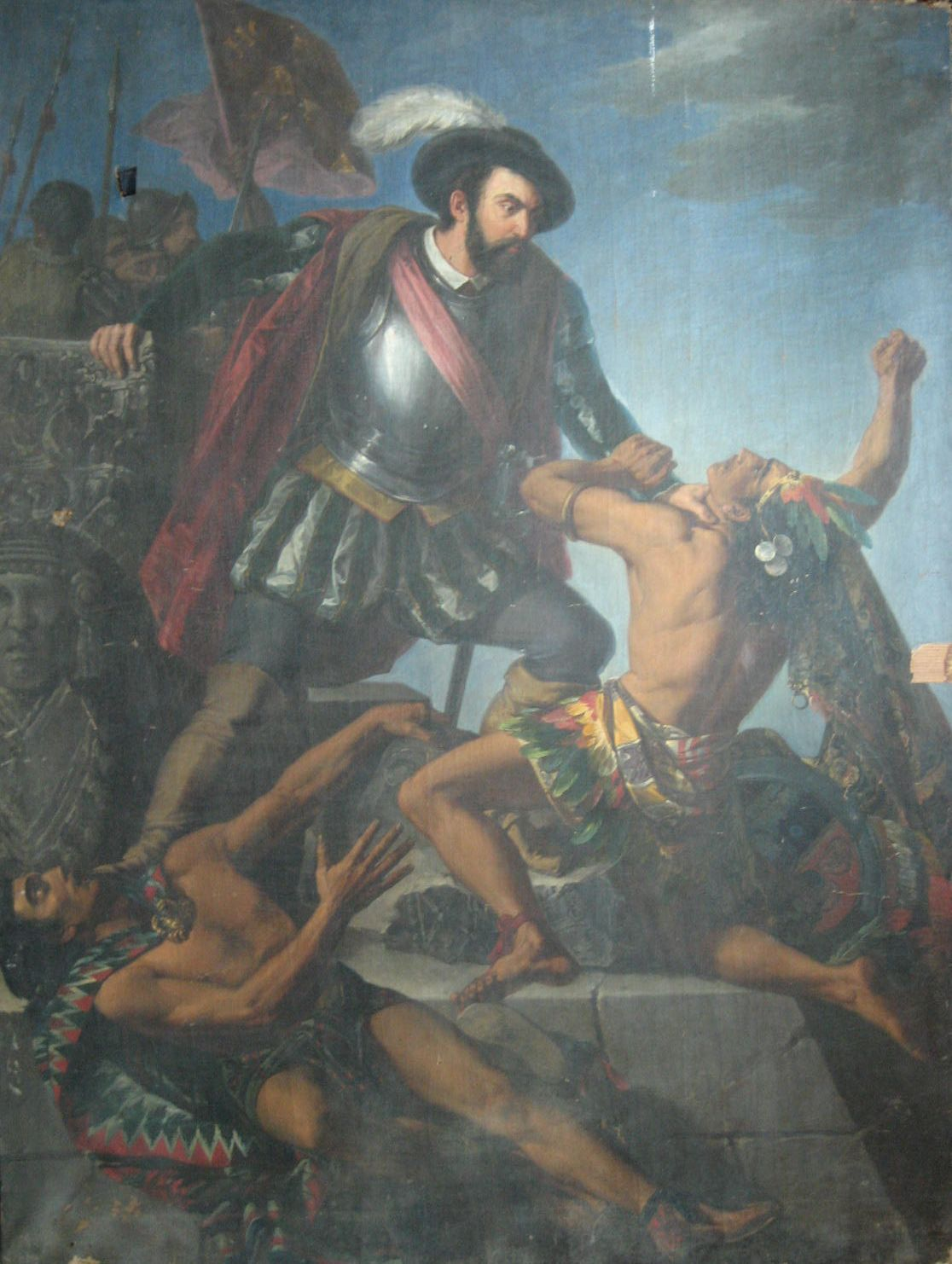
Hernán Cortés lotta con due indios, 1863

Antoni Gómez i Cros (in spagnolo: Antonio Gómez y Cros; Valencia, 1809 – Madrid, 17 febbraio 1863) è stato un pittore, litografo e illustratore spagnolo.

## Biografia
Egli nacque a Valencia nel 1809. Gómez i Cros era un pittore dei primo romanticismo e studiò dapprima presso l'accademia reale di belle arti di San Carlo valenzana e poi presso Vicent López i Portaña all'accademia di San Fernardo di Madrid. Nel 1846 fu nominato pittore onorario da camera presso la regina Isabella II. Specializzatosi nella pittura storica e religiosa, realizzò opere come l'Episodio della decollazione degli innocenti (1855), presentato all'esposizione nazionale di belle arti del 1856, e gli oli su tela dedicati alla storia di Hernán Cortés e alla conquista del Messico (uno al museo del Prado e l'altro alla biblioteca museo Víctor Balaguer). Egli partecipò alle esposizioni nazionali del 1856, del 1860 (nella quale espose La nascita di Venere, che gli valse una medaglia di prima classe) e del 1862. Come ritrattista Gómez i Cros si rivelò un seguace del suo maestro, come si vede in opere quali i ritratti di Manuel Bretón de los Herreros e di Cecilia Rodríguez Prieto e sua figlia, entrambi conservati al museo del Romanticismo, o quello di Leandro Fernández Moratín, da Goya, alla Biblioteca nazionale spagnola. Come allievo ebbe Luis Brochetón y Muguruza. Antoni Gómez i Cros morì a Madrid nel 1863.

## Opere

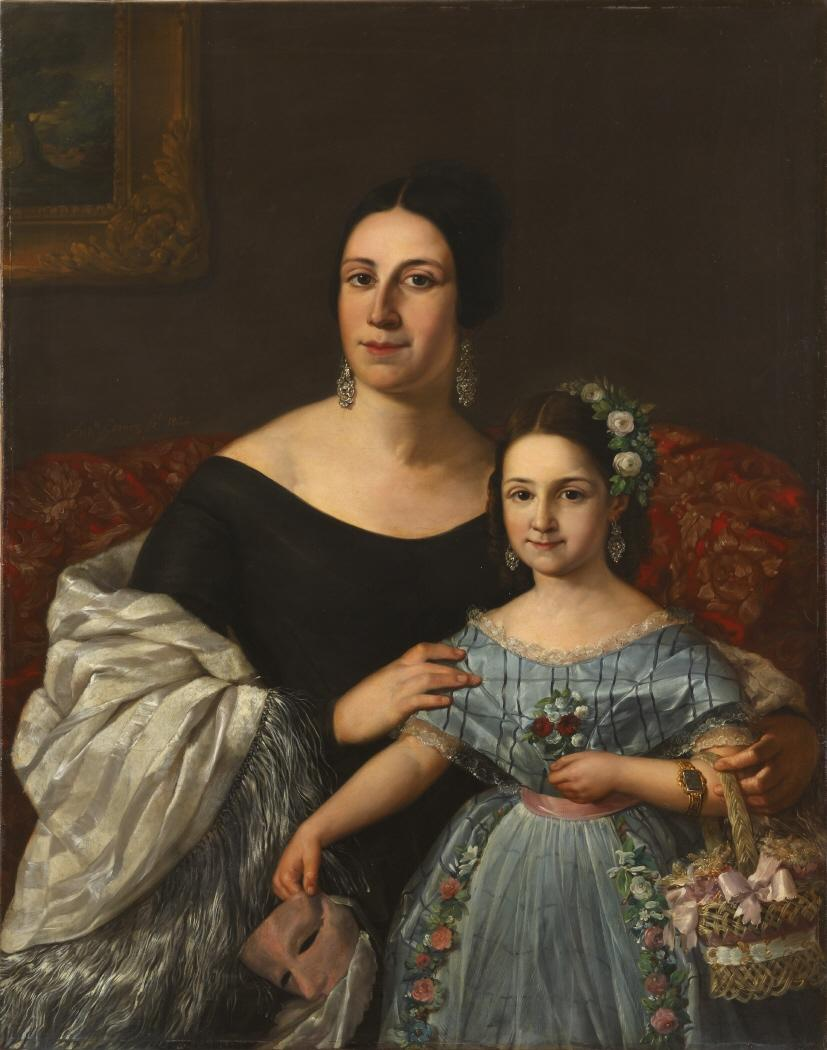
Cecilia Rodríguez Prieto e sua figlia Margarita de la Sotilla, 1844

- Manuel Bretón de los Herreros, 1839
- Cecilia Rodríguez Prieto e sua figlia Margarita de la Sotilla, 1844
- Episodio della decollazione degli innocenti, 1855
- Hernán Cortés, el célebre conquistador de Méjico, entra con la intérprete doña Marina y tres o cuatro de sus capitanes en el aposento de Moctezuma, y con imperio y resolución le manda poner unos grillos, 1558
- La nascita di Venere, 1860
- Hernán Cortés lotta con due indios, 1863